# 佐世保エンタープライズ寄港阻止闘争

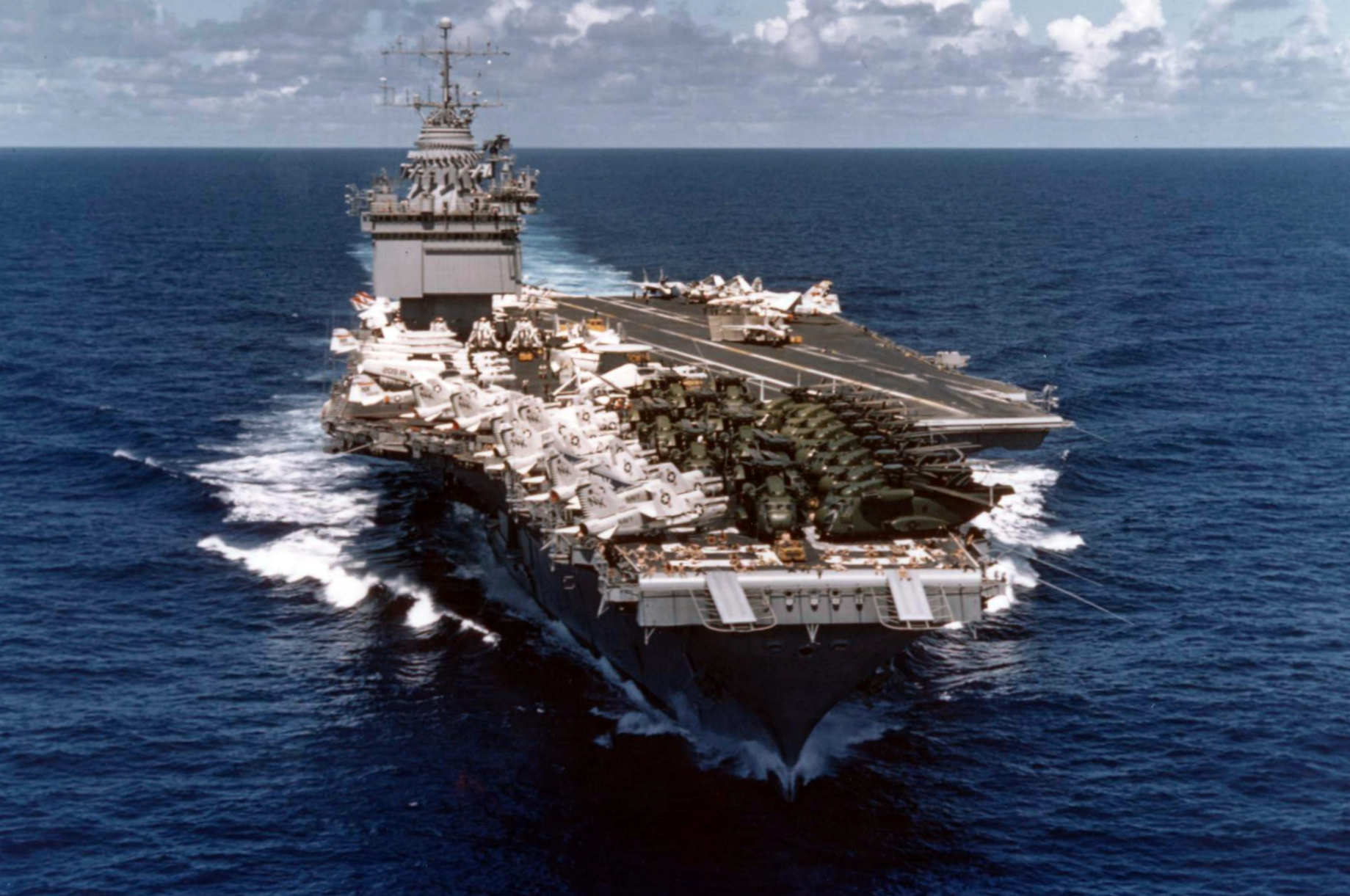
米空母エンタープライズ

佐世保エンタープライズ寄港阻止闘争（させぼエンタープライズきこうそしとうそう）は、1968年1月にアメリカ海軍の原子力空母エンタープライズの寄港（米軍佐世保基地への入港）に対して発生した革新政党・団体・住民を中心とした反対運動のこと。一部では暴動も起こった。エンプラ騒動やエンプラ事件ともいわれている。

## 事件の発端
1967年9月、アメリカ政府は日本政府（佐藤栄作首相）に対して「原子力空母エンタープライズの寄港」の申し出を行い、佐藤内閣は11月2日に閣議決定した。
そして、翌年1968年1月19日、ミサイル巡洋艦トラクスタン（USS Truxtun, DLGN-35）とハルゼー（USS Halsey, DLG-23）を伴って佐世保港に入港した。
反代々木派学生らを中心とした寄港反対派は、この寄港を「佐世保港が、ベトナム戦争の出撃基地になる」と位置づけ、大々的な反対運動を展開した。反戦運動と反核運動の両方の性格を持ち、反米運動ともみなされた（詳細後述）。
一方警察側では羽田事件で大きな被害を出した反省から、後藤田正晴警察庁次長の指示を受け、羽田事件の映像を長崎県警の部隊に視せて学習させ、川島廣守の現地指揮のもとエンタープライズ入港期間中の干潮時の水深や気象条件を下調べした上で、学生らの排除時には催涙ガスを混ぜて放水する方策が取られた。

## 事件の概要
- 1月15日
民社党系団体約3,500人が反対集会を行う。
佐世保へ向かうため法政大学に集合していた中核派の学生200人が、ヘルメットや角材で武装したうえで無許可デモを行いながら駅に向かい、午前8時28分ごろ飯田橋駅前で警視庁機動隊と衝突。131人が凶器準備集合罪で逮捕され、学生5人が起訴された[3]（飯田橋事件）。
- 1月16日
早朝、佐世保へ向かう途中の新左翼系全学連の学生らが国鉄博多駅構内で待機していた機動隊と衝突。学生1人が公務執行妨害罪で起訴された[4]。
- 1月17日
公明党系団体約4,700人が反対集会を行う。また日本共産党系全学連約2,000人も反対集会を行う。
前日に九州大学に泊まり込んだ新左翼系全学連約800人は博多駅から急行「西海」に乗り込み、ヘルメットと鳥栖駅で積み込んだ角材240本で武装して午前9時45分に佐世保駅で下車。角材を捨てるよう呼びかけた警察の警告を無視して、学生らは線路に降りて米軍基地に向かう引込線を進み、平瀬橋で警察部隊と衝突した。学生らは機動隊に向かって投石や角材を振り回すなどして暴れ、阻止線の突破を試みた。警察の放水や催涙ガスにより阻止線の突破に失敗し、27人が公務執行妨害罪と凶器準備集合罪で逮捕された。逮捕を免れた学生は九州大学に引き上げて再び泊まり込んだ。警察官10人・学生18人が負傷[5]。
- 1月18日
エンタープライズ寄港阻止佐世保大集会を市民グランドにて開催。参加者47000人。
新左翼約1,000人が佐世保橋突破を図るも、機動隊に阻止される。15人が公務執行妨害罪で逮捕された。
- 1月21日
佐世保市民球場で開かれた社・共両党による抗議集会に新左翼（中核派355人、社学同120人、社青同解放派75人）が乱入してこれを占拠、この抗議集会で使われたプラカードや角材などで武装して再度強行突破を図り、佐世保橋では警察に対し投石が行われた。この際に10人が公務執行妨害罪で逮捕された。また、この間隙をついて、中核派が引き潮で水位の下がった佐世保川を渡り阻止線を突破、米軍基地侵入を決行。基地内部に侵入した2人が刑事特別法違反で逮捕された[5]。
- 1月23日
エンタープライズが佐世保を出港。直後にプエブロ号事件が発生し、日本海に出動した[6]。
- 期間中、反対集会延べ22回、参集人員延べ5万6000名余、デモ行進17回、（学生9300名、右翼団体700余名、）。佐世保市の損失1000万円、市内商店街の売上減による損金4億円、バス運行収入減500万円。

## 事件への反応・余波
新左翼を中心とした運動であったが、攘夷的ナショナリズムを醸し出してアメリカ軍に対して実力で立ち向かったことに対してはそれにとどまらない反応があった。当時学生として参加した島泰三は、佐世保からの帰路、催涙ガスまみれで乗った列車の車掌から「ご苦労様です」と声をかけられたり九州大学へ向かう西鉄福岡市内線の車内で乗客に席を譲られたこと、右翼の学生から「礼を言いたい。エンタープライズの入港は、本心を言えばわれわれも反対だ。三派全学連はよくやったと思っている」と言われたことを記している。
保守派の論客である猪木正道は、三島由紀夫らとの対談で、右翼らしい老人から「米軍基地に突入していく学生の姿を見て日本人はまだ死んでいないことを知った」という手紙をもらったことに触れ、「主権と独立の精神を発揮してみせたことでも、功績はあるかもしれない」と述べている。一水会を創設した鈴木邦男も、「（阻止闘争を行う）学生たちが太平洋戦争でアメリカに立ち向かって敗れた日本兵とだぶってみえた」と語った市民の言葉を紹介しながら「あのとき日本を背負って闘ったのは、全共闘だったかもしれない。つまり彼らが日本のナショナリズムを代行したのではないかと。右翼がしたかったことをやつらがやったとも思うんです」としている。
いわゆる「ゲバヘル」がセクトごとに色分けされるようになったのは、この闘争で社青同解放派が青ヘルメットを着用し、他のブント系の学生たちがそれを真似たことに始まるとされる。
三里塚闘争を率いた北原鉱治は、著書で「機動隊と勇ましく衝突して血を流しているのを見て反対同盟はすっかり感激してしまいました。」と振り返っている。翌月の2月26日には、成田市内で反対同盟と合同で開催した集会に参加していた三派全学連の学生らが機動隊と激しく衝突している（成田デモ事件）。

## 司法
佐世保エンタープライズ寄港阻止闘争に絡んで、最高裁判所において数々の判例となる判決が出た。
- 1968年1月15日に多数の中核派学生がプラカードを所持していたことで凶器準備集合罪で逮捕・起訴された飯田橋事件について1977年5月6日に最高裁でプラカードが「用法上の凶器」として認定する判決が言い渡された[12]。
- 1968年1月16日に新左翼系全学連の学生らが佐世保に向かう際に国鉄博多駅構内で待機していた機動隊と衝突して学生1人が公務執行妨害罪で起訴された博多駅事件では1968年4月に福岡地方裁判所が機動隊の過剰警備を理由に無罪判決を出し、1970年10月に福岡高等裁判所もこれを認めて確定した。博多駅事件に絡んで日本社会党と憲法擁護連合が福岡県警察本部長らを特別公務員暴行陵虐罪・職権乱用罪で告発したが不起訴処分となり、付審判請求を行った。付審判請求に絡んで福岡地裁が放送4社に事件を撮影した全フィルムの提出を命じ、これに対して各社は取材報道の自由を盾に特別抗告を行ったが、1969年11月26日に最高裁判所大法廷で棄却の決定がなされたが、その際に「事実の報道の自由は、表現の自由を規定した憲法21条の保障のもとにある」「また、このような報道機関の報道が正しい内容をもつためには、報道の自由とともに、報道のための取材の自由も、憲法21条の精神に照らし、十分尊重に値いする」と判断された。付審判請求自体は福岡地裁は1970年11月に社会党の請求を棄却された[4]（博多駅テレビフィルム提出命令事件）。
- 1968年1月17日から1月21日にかけて学生を中心とするデモ隊が長崎県佐世保市で米海軍原子力空母であるエンタープライズの佐世保基地への寄港を実力で阻止しようとして事前に許可を取ることなくデモを行ったことについて、道路交通法違反（無許可デモ）で起訴されたエンタープライズ寄港阻止佐世保闘争事件について、1982年11月16日に最高裁は無許可デモについて道路交通法違反で刑事罰を科すことを合憲とする判決を言い渡した。